# Alan Ladd
Alan Walbridge Ladd ou simplesmente Alan Ladd (Hot Springs, 3 de setembro de 1913 – Palm Springs, 29 de janeiro de 1964) foi um ator norte-americano.

## Biografia
Alan Ladd nasceu em Hot Springs, Arkansas, filho de Alan Ladd, Sr. e a anglo-americana Ina Raleigh Ladd. Seu pai morreu quando Alan ainda era criança e sua mãe então se mudou para Oklahoma City, onde se casaria com Jim Beavers. Dali a família se mudou para North Hollywood, Califórnia. Trabalhou brevemente como carpinteiro (como seu padrasto) para o estúdio e estudou na escola de atores da Universal Pictures. Como ele foi considerado muito loiro e muito baixo (com cerca de 1,65m de altura), a Universal não lhe contratou. Então Ladd foi para o rádio e graças a sua voz grave conseguiu iniciar uma carreira artística. 

### Carreira
Ladd apareceu como figurante e em pequenos papéis numa grande variedade de filmes, inclusive em Citizen Kane. Nessa época ele já tinha se casado com Midge Harrold e tivera um filho, Alan Ladd, Jr.. Seu padrasto morreu subitamente e sua mãe foi acometida de depressão e cometeu suicídio.
Em 1942, Ladd se casou com sua agente, a atriz Sue Carol. Foi nesse momento que Carol encontrou um grande papel para Ladd, no filme This Gun for Hire (1942). Atuou ao lado de Veronica Lake, uma atriz baixinha como ele (1,57m) e que seria seu par mais constante e famoso nas telas. A performance de Ladd como um criminoso com consciência o tornou um astro do cinema. Ladd era agora um dos atores mais populares da Paramount Pictures. Mesmo interrompendo a carreira para o serviço militar na Força Aérea, sua popularidade não diminuiu. 
Nenhum filme seu dos anos de 1940 faria tanto sucesso quanto This Gun for Hire, mas Alan Ladd continuaria em alta com The Blue Dahlia, de uma história de Raymond Chandler. Ele formou sua própria companhia para produção de filmes e programas de rádio e realizou e participou da série Box 13, de 1948 a 1949. 
Captain Carey, U.S.A. (1950) se tornaria marcante por apresentar na trilha sonora a canção clássica de Nat King Cole "Mona Lisa".

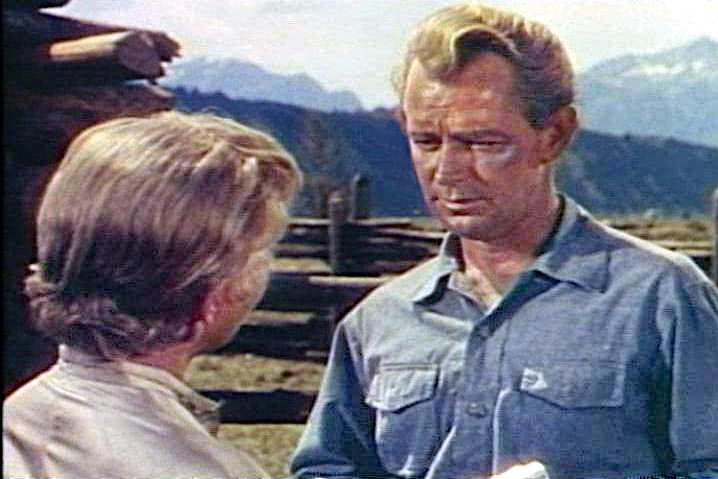
Jean Arthur e Alan Ladd em Shane (1953)

Em 1953, Ladd interpretaria um dos mais famosos papéis do cinema, o do pistoleiro bondoso Shane no faroeste clássico do mesmo nome. 
Depois do auge, Ladd começou a declinar em sua carreira com problemas de saúde causados pela Depressão agravada pelo alcoolismo. Em 1963, o ator seria coadjuvante em uma das maiores produções de sua carreira, The Carpetbaggers. Mas este foi o último filme de Alan Ladd.
Em 1964, Ladd morreu em Palm Springs, Califórnia, de uma overdose de álcool e calmantes, com a idade de 50 anos. Foi enterrado em Forest Lawn Memorial Park, Glendale, Califórnia.
Alan Ladd recebeu a estrela 1601 da Calçada da Fama de Hollywood.

## Família
Com bons investimentos, Ladd se tornou um homem rico, com propriedades em Beverly Hills e Palm Springs. Seu filho, Alan Ladd, Jr., tornou-se um executivo de cinema e fundou a The Ladd Company. Sua filha Alana é casada com o veterano radialista Michael Jackson. Outro filho, o ator David Ladd, co-estrelou com seu pai quando ainda era criança o filme The Proud Rebel. Ele se casou com a ex-pantera (da série Charlie's Angels) Cheryl Ladd. A atriz Jordan Ladd é neta de Alan Ladd.

## Filmografia
| - Tom Brown of Culver (1932) - Once in a Lifetime (1932) - Island of Lost Souls (1933) - Saturday's Millions (1933) - Pigskin Parade (1936) - The Last Train from Madrid (1937) - Souls at Sea (1937) - All Over Town (1937) - Hold 'Em Navy (1937) - The Goldwyn Follies (1938) - Come On, Leathernecks! (1938) - Freshman Year (1938) - The Mysterious Miss X (1939) - Hitler, Beast of Berlin (1939) - Rulers of the Sea (1939) - The Green Hornet (seriado) (1940) - Brother Rat and a Baby (1940) - The Light of Western Stars (1940) - In Old Missouri (1940) - Gangs of Chicago (1940) - Cross-Country Romance (1940) - Those Were the Days! (1940) - Captain Caution (1940) - The Howards of Virginia (1940) - Meet the Missus (1940) - Victory (1940) - Her First Romance (1940) - Petticoat Politics (1941) - Citizen Kane (1941) - The Black Cat (1941) - Paper Bullets (1941) - The Reluctant Dragon (1941) - They Met in Bombay (1941) - Great Guns (1941) - Cadet Girl (1941) - Joan of Paris (1942) - This Gun for Hire (1942) - The Glass Key (1942) - Lucky Jordan (1942) - Star Spangled Rhythm (1942) - China (1943) - And Now Tomorrow (1944) - Salty O'Rourke (1945) | - Duffy's Tavern (1945) - Two Years Before the Mast (1946) - The Blue Dahlia (1946) - O.S.S. (1946) - My Favorite Brunette (1947) - Calcutta (1947) - Variety Girl (1947) - Wild Harvest (1947) - Saigon (1948) - Beyond Glory (1948) - Whispering Smith (1948) - The Great Gatsby (1949) - Chicago Deadline (1949) - Captain Carey, U.S.A. (1950) - Branded (1950) - Appointment with Danger (1951) - Red Mountain (1951) - The Iron Mistress (1952) - Thunder in the East (1952) - Botany Bay (1953) - Desert Legion (1953) - Shane (1953) - The Red Beret (1953) - Hell Below Zero (1954) - Saskatchewan (1954) - The Black Knight (1954) - Drum Beat (1954) - The McConnell Story (1955) - Hell on Frisco Bay (1955) - Santiago (1956) - A Cry in the Night (1956) (narrador) - The Big Land (1957) - Boy on a Dolphin (1957) - The Deep Six (1958) - The Proud Rebel (1958) - The Badlanders (1958) - The Man in the Net (1959) - Guns of the Timberland (1960) - All the Young Men (1960) - One Foot in Hell (1960) - Duel of Champions (1961) - 13 West Street (1962) - The Carpetbaggers (1964) |